# Level 26
Level 26 est une suite romanesque policière constituée de trois thrillers écrits par Anthony E. Zuiker et Duane Swierczynski.

## Résumé
Les policiers du monde entier répartissent les criminels sur une échelle de 1 à 25, selon leur dangerosité. Un tueur échappe à cette classification. Cruel à l’extrême, insaisissable, sévissant sur tous les continents, il ne connaît aucune limite ni aucun mode opératoire de prédilection : c’est le niveau 26…
Un agent du FBI appelé Steve Dark se met alors à la poursuite de ce psychopathe ne reculant devant aucune atrocité pour assouvir son sadisme sexuel.

## Aspects littéraires
Anthony Zuiker propose au lecteur de réaliser une expérience inédite, livresque mais aussi multimédia.
En effet, toutes les vingt pages environ, le lecteur a rendez-vous sur Internet pour découvrir des scènes vidéo de l’histoire, réalisées par l’auteur. En entrant les mots de passe divulgués par le livre sur le site Level26.com, de nouvelles vidéos sont proposées afin de compléter la lecture. 
L’histoire développée dans le livre reste lisible sans vidéo, afin de ne pas léser les lecteurs n’ayant pas accès au web.
Les vidéos peuvent comporter des scènes violentes et malsaines, à l’instar de l’intrigue du livre.
Selon l’auteur, qui « [n’a pas] la patience de lire un roman de 250 pages du début jusqu’à la fin », il s'agit « d’impliquer la génération YouTube qui ne lit pas vraiment » dans cette expérience.

## Tomes
- Tome 1 : Dark Origins, sorti le 8 septembre 2009
- Tome 2 : Dark Prophecy, sorti le 14 octobre 2010
- Tome 3 : Dark Revelations, sorti le 2 janvier 2011

## Anecdote
- Dans « Je suis personne », l’épisode 4 de la saison 11 de la série télévisée Les Experts (dont Anthony E. Zuiker est le créateur), l’équipe est confrontée à un tueur en série ayant la même méthode que le tueur de Level 26 : il porte une tenue en latex pour ne pas laisser de traces ni d’empreintes, et pour ne pas être identifié.

## Site web
- (en) Site officiel